# Сыма Лан
Сыма Лан (171—217) — политический деятель эпохи поздней династии Хань. Старший брат Сыма И.

## Биография
Когда Лоян был захвачен военачальником Дун Чжо, Сыма Лан был вынужден бежать со всей своей семьей в родовое имение, где они избежали опасности.
После этого он пошел на службу к Цао Цао, и впоследствии добился поста областного губернатора (太守), а затем — управляющего провинциальных областей (地方官吏). Находясь на этих постах, он принимал политические решения, советуясь с простыми людьми. Поэтому они им очень восхищались. Достижения Сыма Лана были отмечены Цао Цао, и он был отозван ко двору, чтобы занять пост помощника премьер-министра (丞相主簿). После этого он был еще раз повышен в чине, стал губернатором (刺史) и снова продемонстрировал способности администратора. Он и здесь принимал решения, советуясь с простыми людьми. Говорится, что он был любим многими людьми.
Однако, несмотря на свои успехи, Сыма Лан никогда не прекращал хвалить достижения своего младшего брата Сыма И. Он зашел так далеко, что сказал: «Я даже близко не соответствую его способностям».
В 217 году он сопровождал Сяхоу Дуня и Цзан Ба в военном походе против Восточного У. Во время кампании в лагере вспыхнула ужасная эпидемия, и много солдат, включая Сыма Лана, заболели. Считается, что Сыма Лан предпочел раздавать свои лекарства солдатам, отказываясь принимать их сам. Из-за этого в скором времени он стал жертвой болезни и умер.

## Семья
- Предки:
  - Сыма Цзун (司马钧), прапрадедушка, был генералом, завоевавшим Западный край при ханьском императоре Ань-ди
  - Сыма Лян (司马 量), прадед, служил префектом Ючжан
  - Сыма Цзун, дед, служил префектом Иньчуан
  - Сыма Фан, отец
- Братья:
  - Сыма И, младший брат, служивший Цао Вэй
  - Сыма Фу, младший брат, также служивший Цао Вэй
  - Сыма Куй (司马 馗), младший брат
  - Сыма Сюнь (司马 恂), младший брат
  - Сыма Цзинь(司马 进), младший брат
  - Сыма Тун (司马 通), младший брат
  - Сыма Минь (司 马敏), младший брат
- Дети:
  - Сыма И (司馬遺), умер в молодом возрасте
  - Сыма Ван, приёмный сын